# Эвджен, Фахрие
Фахрие́ Эвдже́н Озчивиит (тур. Fahriye Evcen Özçivit; 4 июня 1986, Золинген) — турецкая актриса кино и телевидения.

## Биография
Фахрие родилась 4 июня 1986 года в Золингене, Северный Рейн-Вестфалия, в семье турка, эмигрировавшего из Салоников Рамазана Эвджена, и черкешенки Хатимы Эвджен. 
Детские годы Фахрие пришлись на трудный период для всех турок в Золингене. После окончания средней школы Фахрие поступила в Дюссельдорфский университет имени Генриха Гейне, где изучала социологию. В период учёбы в Дюссельдорфе, в 2005 году, Фахрие с матерью отправилась на отдых в Стамбул, где Фахрие неожиданно получила роль в сериале «Никогда не забывай». После окончания съёмок Фахрие решила продолжить карьеру актрисы и взяла академический отпуск.
Вскоре она получила роль Неджлы в современной адаптации романа Гюнтекина «Листопад», принёсшей ей широкую известность в Турции. Ещё не завершив работу в «Листопаде», Фахрие получила несколько, в том числе и главных, ролей в сериалах и фильмах: Сонгюль в мини-сериале «Тоска», Кыз в фильме «Небеса» и Пынар в фильме «Любовное затмение». В начале 2009 года Фахрие поступает в Босфорский университет, чтобы изучать историю, но занятость на съёмках сериала «Листопад» вынуждает Фахрие отложить учёбу до окончания съёмочного процесса. Фахрие окончила исторический факультет Босфорского университета в 2014 году. В 2013 году Фахрие получила главную роль в современной адаптации ещё одного романа Решата Нури Гюнтекина — «Королёк — птичка певчая». Затем последовала роль Мюрвет в сериале «Курт Сеит и Шура». В 2014 году Фахрие получила главную роль в фильме «Любовь похожа на тебя», в котором она сыграла возлюбленную персонажа Бурака Озчивита, с которым ранее играла в «Корольке». В 2016 году Фахрие снялась в фильме «Бесконечная любовь», где её партнёром стал известный турецкий актёр Мурат Йылдырым.
В 2021 году Фахрие получила роль Акчи — хатун в современном турецком историческом сериале «Великие Сельджуки: Алп — Арслан», где её партнёром стал известный актёр Барыш Ардуч.
Владеет четырьмя языками: испанским, немецким, английским и турецким. В юности увлекалась спортом, а в школьные годы была защитником в баскетбольной команде.

## Личная жизнь
В начале 2015 года во время съёмок фильма «Любовь похожа на тебя» начала встречаться с актёром Бураком Озчивитом, с которым познакомилась в 2013 году на съёмках телесериала «Королёк — птичка певчая». Они обручились 9 марта 2017 года в Германии и поженились 29 июня 2017 года в Стамбуле. 13 апреля 2019 года в Американском госпитале в Стамбуле у супругов родился сын Каран.18 января 2023 года у пары родился второй сын Керем.

## Фильмография
| Год       |   | Русское название               | Оригинальное название             | Роль                                    |
| --------- | - | ------------------------------ | --------------------------------- | --------------------------------------- |
| 2005      | с | Никогда не забывай             | тур. Asla Unutma                  | Пынар                                   |
| 2006—2010 | с | Листопад                       | Yaprak Dökümü                     | Неджла Текин                            |
| 2006      | с | Тоска                          | Hasret                            | Сонгюль                                 |
| 2007      | ф | Небеса                         | Cennet                            | Кыз (девушка)                           |
| 2008      | ф | Любовное затмение              | Aşk Tutulması                     | Пынар                                   |
| 2009      | ф | Элвин и бурундуки 2            | Alvin ve Sincaplar 2              | турецкий дубляж                         |
| 2010      | ф | Команда – На пути Аллаха       | тур. Takiye: Allah'ın Yolunda     | Севде Аксу                              |
| 2010      | ф | Сеньора Энрика                 | Sinyora Enrica ile İtalyan Olmak  | сеньора Энрика в молодости              |
| 2011      | с | Лживая весна                   | тур. Yalancı Bahar                | Зейнеп Караман                          |
| 2012      | ф | Ты мой дом                     | Evim Sensin                       | Лейла                                   |
| 2012      | с | Прощание                       | тур. Veda: Esir Sehirde Bir Konak | Мехпаре                                 |
| 2013—2014 | с | Королёк — птичка певчая        | Çalıkuşu                          | Фериде                                  |
| 2014      | с | Курт Сеит и Александра         | Kurt Seyit ve Şura                | Мюрвет                                  |
| 2015      | ф | Любовь похожа на тебя          | тур. Aşk Sana Benzer              | Дениз                                   |
| 2017      | ф | Бесконечная любовь             | Sonsuz Aşk                        | Зейнеп                                  |
| 2017      | с | До самой смерти                | Ölene Kadar                       | Сельви (Вильдан)                        |
| 2021      | с | Альп-Арслан: Великие сельджуки | Alparslan: Büyük Selçuklu         | Айбике - хатун (Мария или Акча - хатун) |